# Greater Bay Airlines
Greater Bay Airlines ( GBA, en chino tradicional, 大灣區航空公司 ), es una aerolínea con sede en Hong Kong establecida como Donghai Airlines en 2010 y rebautizada en julio de 2020 como Greater Bay Airlines.

## Historia

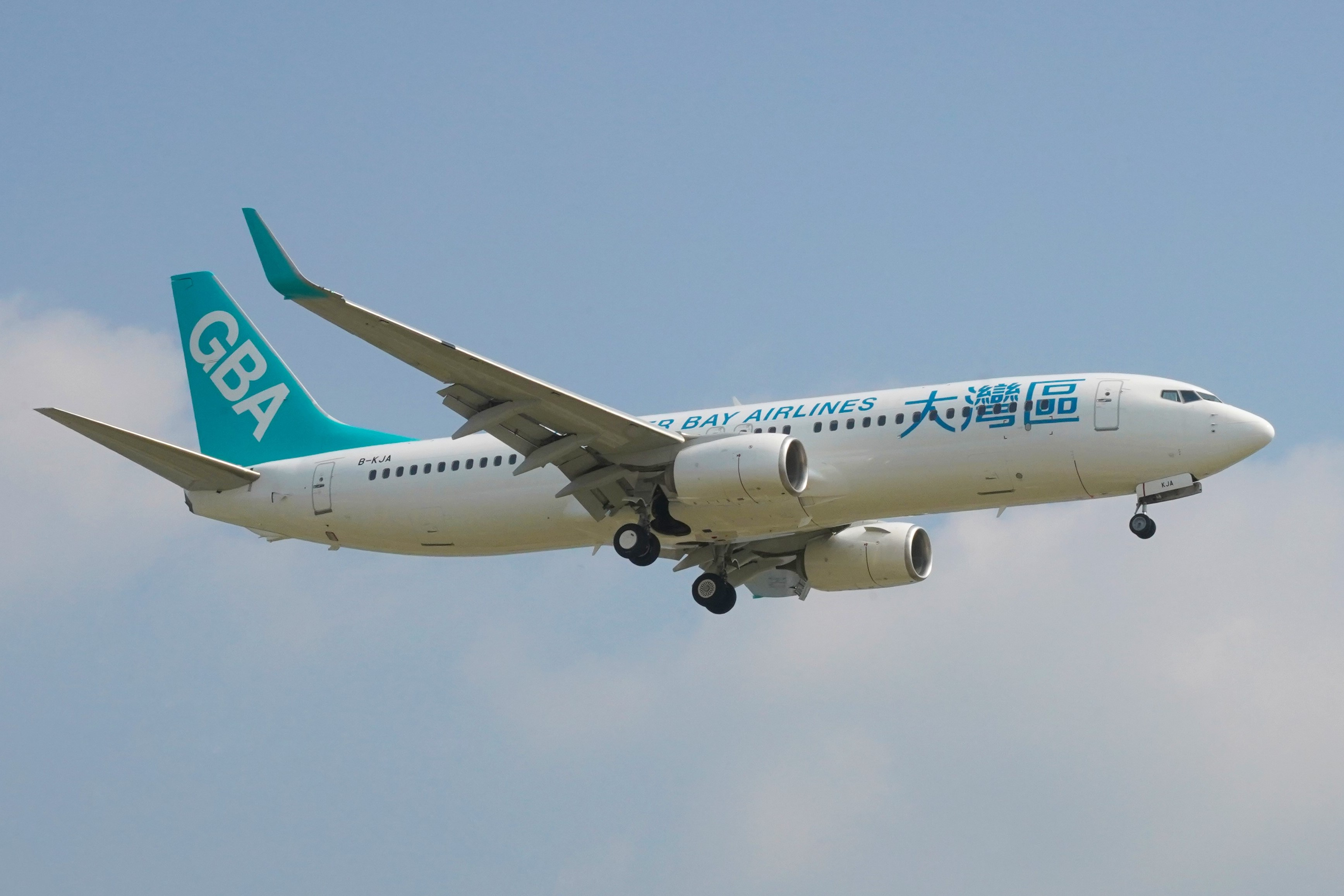
Boeing 737-800 en un vuelo de entrenamiento

La compañía fue fundada el 24 de mayo de 2010, como una aerolínea bajo el nombre de East Pacific (Holdings) Ltd. En ese momento, la aerolínea se llamaba Donghai Airlines . El 17 de enero de 2019, el nombre de la aerolínea cambió a Donghai Airlines (Hong Kong) Limited, mientras que el 5 de diciembre de 2019 la aerolínea pasó a llamarse Hong Kong Bauhinia Airlines . El 8 de julio de 2020, la aerolínea volvió a llamarse Greater Bay Airlines Company Limited .
En febrero de 2021, las principales aerolíneas existentes con sede en Hong Kong, Cathay Pacific, HK Express y Hong Kong Airlines, presentaron declaraciones de posición ("representaciones") en lugar de objeciones en respuesta a la solicitud de GBA a la Oficina de Transporte y Vivienda de Hong Kong. La compañía planea confiar en los servicios de carga hasta que se levanten las restricciones de viaje por el COVID-19 .
El 2 de agosto de 2021, Greater Bay Airlines recibió su primer avión, un Boeing 737-800 . Su primer vuelo chárter fue el 29 de noviembre de 2021 y fue un viaje de ida y vuelta en el mismo día desde Hong Kong a Bangkok . Se arrendó un segundo avión en marzo de 2022, en comparación con los siete aviones planeados originalmente.
Recibió su Certificado de Operador Aéreo en octubre de 2021. En febrero de 2022 se le concedió la Licencia de Transporte Aéreo de Hong Kong.
Greater Bay Airlines comenzó un servicio regular dos veces por semana a Bangkok el 23 de julio de 2022.

## Flota

### Flota Actual
La flota de Greater Bay Airlines incluye los siguientes aviones, con una edad media de 5.4 años (a agosto de 2022):
| Boeing 737-800   | 8 | —  |  |  |  |  |
| Boeing 737 MAX 8 |   | 10 |  |  |  |  |
| Boeing 787-9     |   | 11 |  |  |  |  |
| Total            | 8 | —  |  |  |  |  |